# Olivensa cephalotes
Olivensa cephalotes là một loài bọ cánh cứng trong họ Cerambycidae.